# LFH

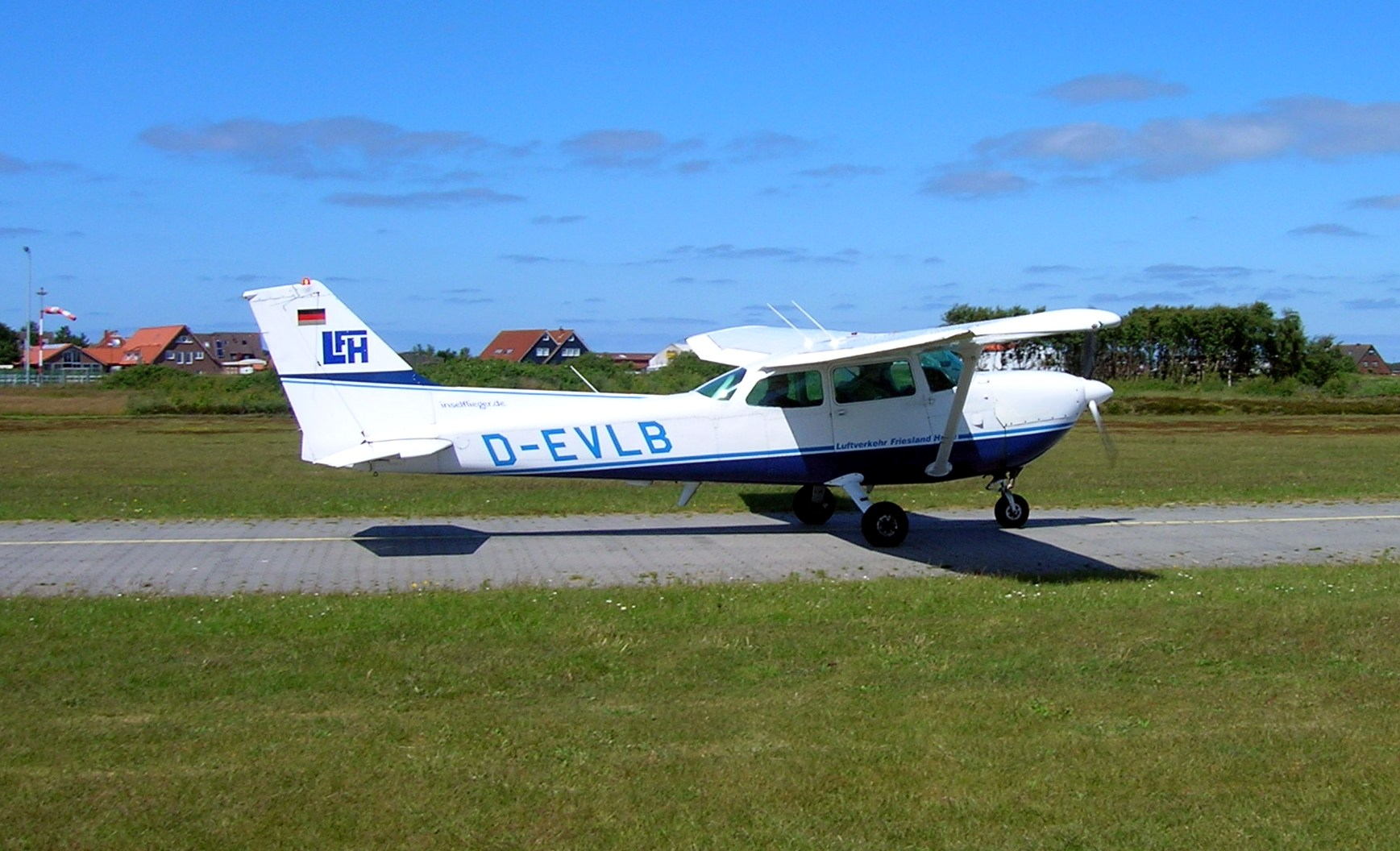
Cessna 172 D-EVLB van LFH

LFH (Luftverkehr Friesland-Harle) was een Duitse luchtvaartmaatschappij gevestigd in Harle, Duitsland. De thuishaven was de luchthaven van Harle, Flugplatz Harle.

## Geschiedenis
LFH is opgericht in 1983 en startte haar eerste vlucht op 1 oktober 1983. In 2014 werd LFH opgedoekt.

## Bestemmingen
LFH vloog naar de Duitse eilanden in de Noordzee. De bestemmingen zijn:
- Wilhelmshaven
- Bremen
- Bremerhaven
- Langeoog
- Vliegveld Harle
- Fehmarn
- Helgoland
- Wangerooge
- Norderney

## Vloot
- Britten-Norman Islander
- Cessna 172